# Bebida estimulante

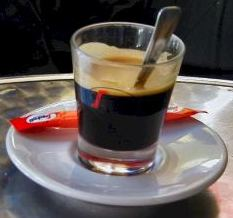
Café, una bebida estimulante.

Las bebidas estimulantes son un conjunto de bebidas que poseen efecto de estímulo en el organismo, ya sea por su propia naturaleza como el café, o algún té proveniente de una planta que ejerza esta función en nuestro organismo o por una mezcla de sustancias que generen dicho estímulo en el cuerpo.
Son bebidas que por su composición de sustancias naturales o artificiales, aumentan los niveles de actividad motriz y sensorial, refuerzan la vigilia, el estado de alerta y la atención o generan una alteración en las reacciones fisiológicas.

## Tipos
Existe un sinfín de bebidas hoy en día que puedan ser estimulantes, ya que muchos se han encargado de comercializarlas. Desde el tradicional café, pasando por diversas marcas de bebidas energéticas y llegando a otras naturales como el té de Ginseng son bebidas de tipo estimulante.

### Componentes naturales

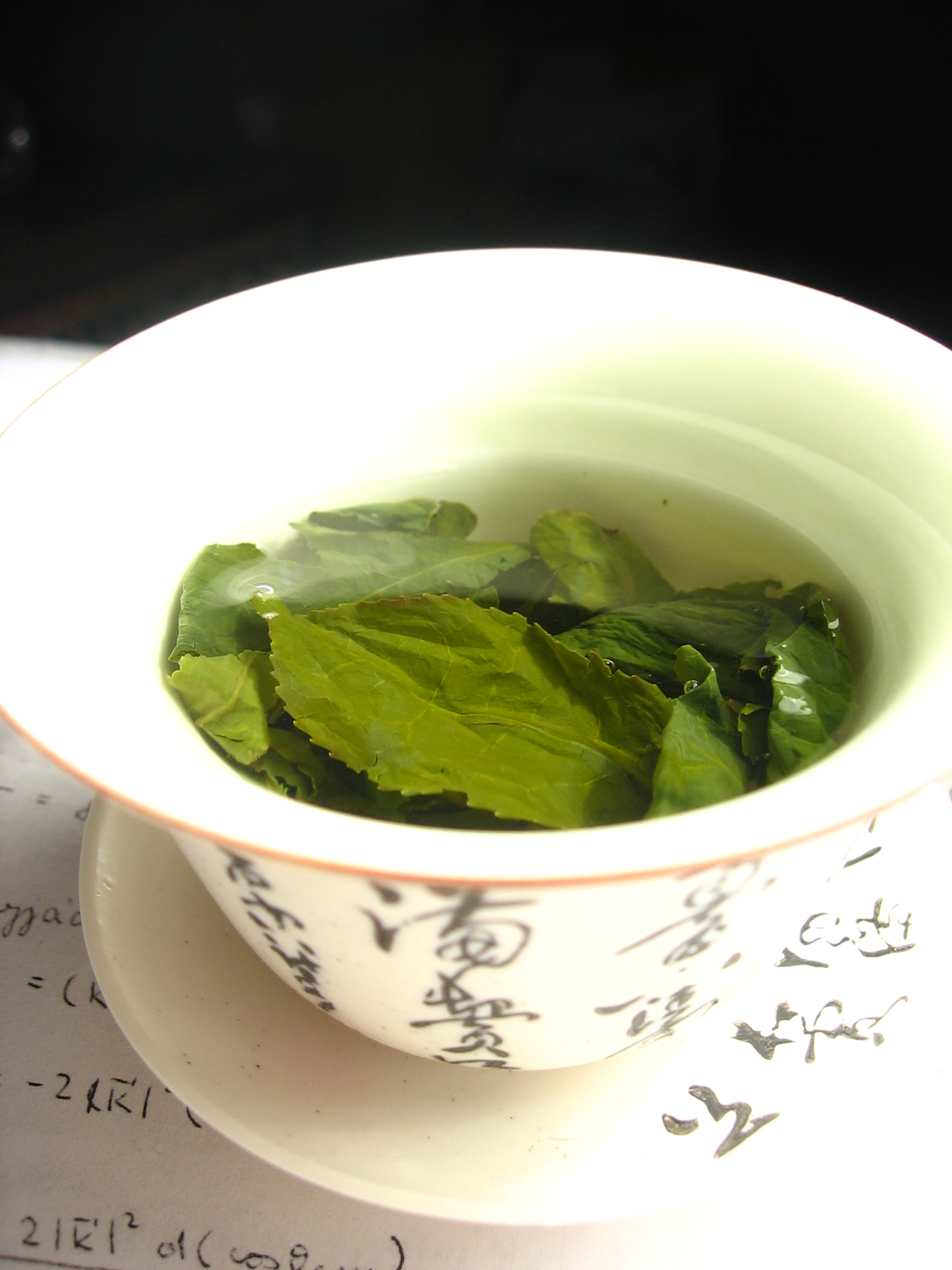
Té, una bebida estimulante.

Por lo general, la mayoría de las plantas que contienen cafeína son plantas utilizadas como estimulantes. Por ejemplo, el té, la guaraná, el mate, todos con alto contenido de cafeína.
Pero también existen otras plantas que no incluyen cafeína, que al procesarlas como bebidas o infusiones son estimulantes del organismo. Ejemplo de esto son:
- Romero: ejerce una agradable acción tónica y estimulante sobre el sistema nervioso y también sobre el circulatorio y el corazón.
- La menta: rica en mentol, posee un aroma que actúa sobre el sistema nervioso estimulándolo.
- Rosa Canina: Rica en vitamina C, de modo que supera 50 veces la cantidad de una naranja, cosa que al ser consumida genera un efecto energizante en el cuerpo, ayudando a combatir radicales libres.

Existen otras bebidas que aumentan la energía del cuerpo; algunas deben ser administradas con cuidado porque generan estados de nerviosismo.

### Componentes artificiales
En estas se incluyen las derivadas de productos artificiales o mezclas de ellos con productos naturales, como el Ginseng o la cafeína, u otro tipos de sustancias, como en la llamadas bebidas energizantes.